# Fadenglas
Bei Fadenglas (Reticella) handelt es sich um ein Kunstglas, bei dem in durchsichtige Gläser farbige oder weiße Glasfäden eingeschmolzen werden. Diese werden durch Verformung und Verdrehung der noch heißen Masse zu Mustern ausgestaltet.

## Geschichte

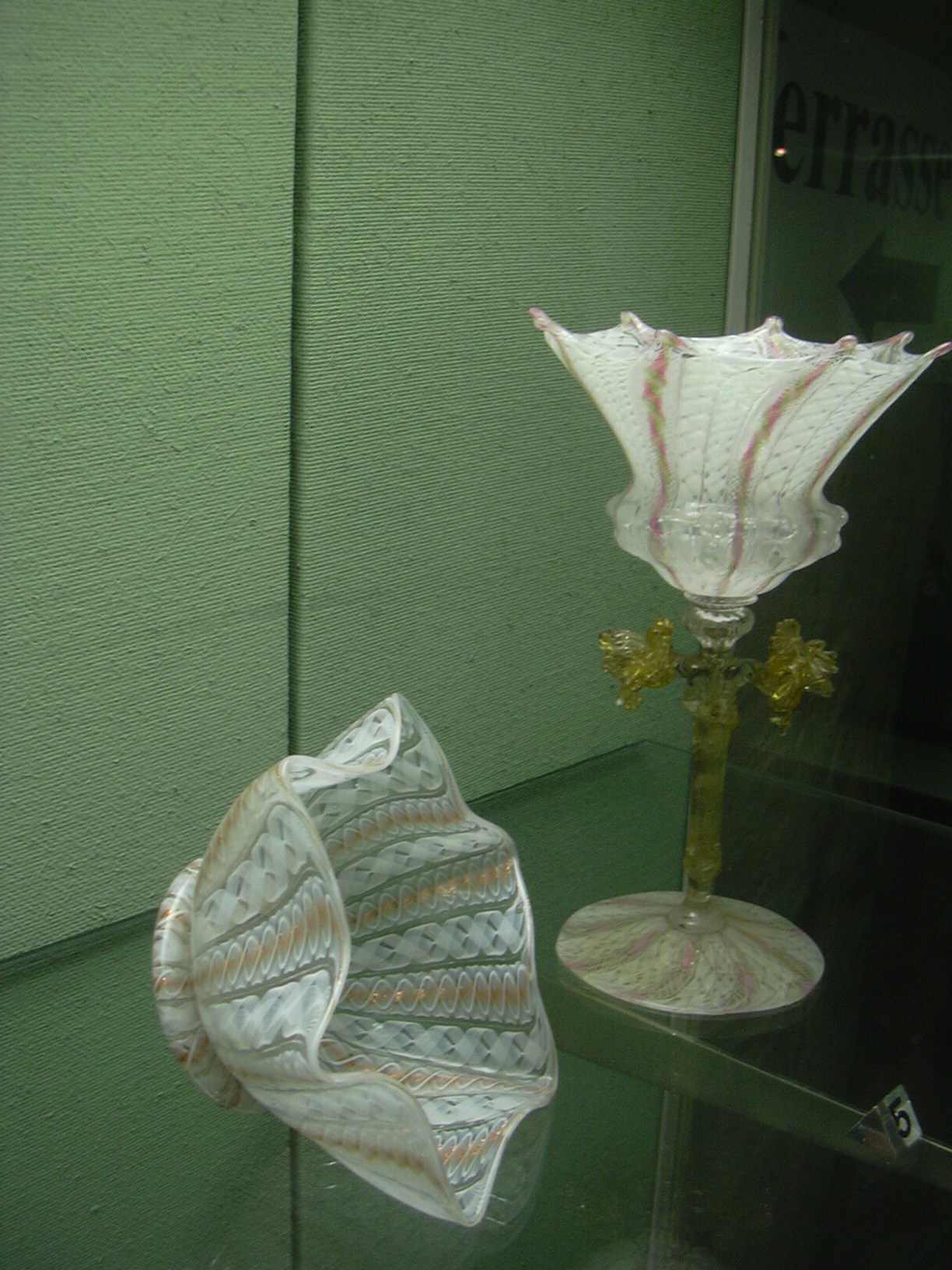
Netzglas à la façon de Venise, Rheingauer Weinmuseum, 17. Jahrhundert

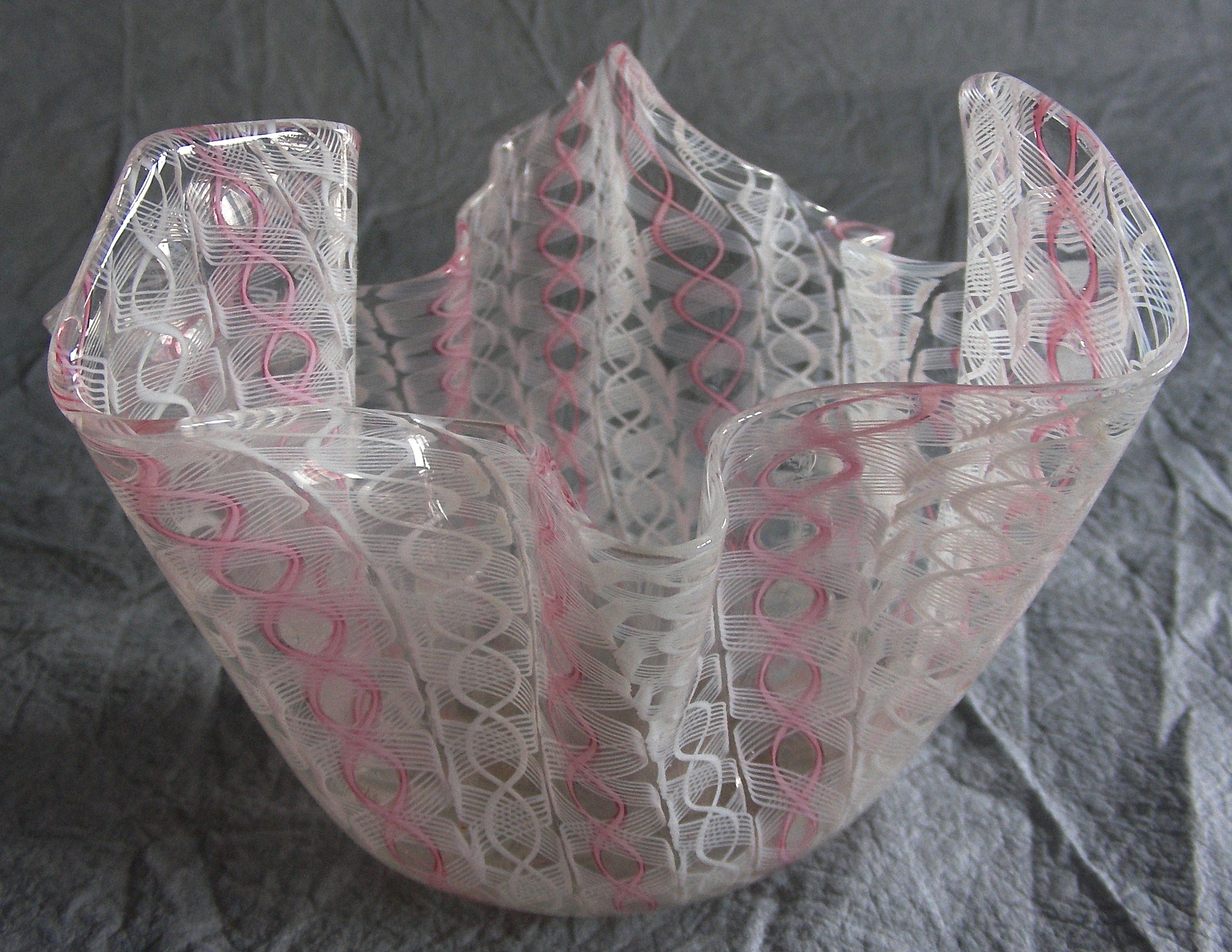
Fazzoletto-Vase (Fulvio Bianconi für Venini, Venedig 1949)

Eine Vorstufe dieser Technik, das Glas mit Fadenauflage, war schon in der Antike bekannt. Dünne bunte Fäden wurden spiralförmig um das Gefäß herumgelegt und durch Auf- und Abwärtsziehen zu Zickzackmustern oder Wellen verarbeitet. Spätrömische Nuppengläser weisen gelegentlich zusätzlich zu den Nuppen auch derartige Fadenmuster auf.
Fadenglas im engeren Sinne, in dem der gesamte Glaskörper von dünnen, eingeschmolzenen Fäden überzogen ist, wurde indes erstmals im frühen 16. Jahrhundert bei venezianischen Glasbläsern nachgewiesen (italienisch Millefiōri). Sind weiße Milchglas-Fäden (italienisch latticini) eingeschmolzen, spricht man auch vom Latticinio-Glas, oder, wegen seiner fein elaborierten, filigranen Verarbeitungsweise, auch von vetro a filigrana. Als Glas à la façon de Venise wurden Fadengläser im ausgehenden 16. und 17. Jahrhundert auch in Glashütten nördlich der Alpen produziert, beispielsweise in Tirol, in Deutschland, in den Niederlanden und in Flandern.
Eine Verfeinerung des Fadenglases ist das so genannte Netzglas, auch Spitzenglas; hier wurde in eine aufgeschnittene Glasblase eine zweite mit entgegengesetzt verlaufenden Milchglasfäden eingebracht. Es entstand ein Effekt wie bei einem Spitzen-Muster (italienisch reticella).
Eine barocke Adaption der Netzglastechnik gibt es um 1745 bis ca. 1770 in englischen Glashütten, die sie insbesondere zur Verzierung der Schäfte langstieliger Weingläser einsetzten und zu einer Hochblüte brachten. Fuß und Kuppa dieser Kelche oder Pokale bestanden in der Regel aus schlichtem farblosem Glas. Die Assoziation des Schaftdekors mit einem Stück netzartiger Gaze (petty net) brachte diesem Glastyp die Bezeichnung Petinetglas ein. Er wurde in geringerem Umfang auch in norddeutschen und niederländischen Glashütten produziert. Da die Glashütten noch nicht signierten, ist die exakte Provenienz häufig nicht festzustellen.
Der Historismus des 19. Jahrhunderts revitalisiert das Faden- und Netzglas im venezianischen Stil. Dies geschieht nördlich der Alpen, bevor in der zweiten Hälfte des 19. Jahrhunderts sein Ursprungsort Murano selbst mit Gründung der Firma Società Salviati & Co. (1866) und ihrer Nachfolger nachzieht. Die Josephinenhütte in Böhmen und die Rheinische Glashütten-Actien-Gesellschaft in Ehrenfeld bei Cöln sind frühe Beispiele für die Wiederentdeckung dieser Technik à la façon de Venise. Seit dem 19. Jahrhundert gibt es auch farbige Varianten.
Die Glaskunst des Jugendstils hält partiell an der historischen Technik des Einschmelzens farbiger Glasfäden als Dekorationselement fest, ohne dass jedoch ein flächendeckendes Faden- oder Netzmuster entsteht. Solche Gefäße beispielsweise von Joh. Loetz Witwe (Klostermühle/Klášterský Mlýn, Böhmen) zählen nicht zum Fadenglas im engeren Sinne.
Eine venezianische Sonderform des Faden- und Netzglases nach 1945 ist das so genannte Fazzolettoglas (von italienisch fazzoletto, „Taschentuch“). Vasen und Schalen werden hierbei in eine so bizarre Form geblasen, dass sie wie ein zerknülltes Spitzentaschentuch aussehen. Die ersten Entwürfe dieser Art stammen von Fulvio Bianconi, der in den 1950er Jahren hauptsächlich für die Glasmanufaktur Venini arbeitete. Es gibt von Bianconi und seinen Nachfolgern diese „Taschentuch“-Form aber auch glatt (also ohne reticella-Technik) und andererseits zahlreiche mehrfarbige Faden- und Netzglas-Variationen in traditionell-konservativen Formen (Flaschen, Vasen, Pokale, Gläser).